# 별이끼
별이끼(Callitriche japonica)는 한국·타이완·일본 등지에 분포하는 한해살이풀로 잎은 마주나고 거꿀달걀형으로 3맥이 있으며 가장자리가 밋밋하고 잎자루와 더불어 길이 3-6mm이다. 꽃은 1가화로 5-7월에 피고 연한 녹색이며 잎겨드랑이에 1개씩 달린다. 수꽃과 암꽃에는 각 1개씩의 수술과 암술이 있다. 열매는 갈색이고 심원형이며 높이는 1-4cm이다.